# Margarita Kolosov
Margarita Kolosov (* 11. März 2004 in Potsdam) ist eine deutsche Rhythmische Sportgymnastin.

## Laufbahn
2010 begann Margarita Kolosov im Alter von sechs Jahren beim SC Potsdam mit dem Training der Rhythmischen Sportgymnastik.

### Juniorenbereich
Im August 2016 wechselte sie an den Bundesstützpunkt in Fellbach. Dort wird sie von der ehemaligen Sportgymnastin Julija Raskina trainiert.
In den Jahren 2017 bis 2019 wurde sie jeweils Deutsche Juniorenmeisterin im Mehrkampf. Während sie 2017 nur ein Gerätefinale für sich entscheiden konnte, gewann sie in den folgenden beiden Jahren auch alle vier Goldmedaillen in den Finals.
2018 startete sie gemeinsam mit Emeli Erbes bei den Europameisterschaften in Guadalajara. Da die deutsche Seniorengruppe kurzfristig ausfiel, konnte auch die Juniorengruppe nicht an der Teamwertung teilnehmen.
Bei den ersten Junioren-Weltmeisterschaften in der Rhythmischen Sportgymnastik im Jahr 2019 in Moskau belegte Kolosov im Team mit Darja Varfolomeev Rang 15.

### Seniorenbereich
In ihrer ersten Saison im Seniorenbereich konnte Kolosov aufgrund der Corona-Pandemie nur an wenigen Wettkämpfen teilnehmen.
Im Jahr 2021 startete sie erstmals bei den Deutschen Meisterschaften der Senioren im Rahmen der Finals und gewann alle Goldmedaillen in den Einzelwettbewerben.
Bei ihren ersten Europameisterschaften der Senioren in Warna qualifizierte sie sich für das Mehrkampf-Finale, in welchem sie den 24. Platz belegte. Auch bei den Weltmeisterschaften in Kitakyūshū erreichte sie das Finale und kam auf Rang 16, das beste Ergebnis einer deutschen Einzelgymnastin seit 2013. Ende des Jahres belegte sie mit dem Team des Berliner TSC bei der erstmals ausgetragenen Bundesliga in der Rhythmischen Sportgymnastik den zweiten Platz.
2022 holte Margarita Kolosov im Ball-Finale des FIG-Weltcups in Taschkent zum ersten Mal Gold. Es war der erste Weltcup-Sieg in der Rhythmischen Sportgymnastik für eine deutsche Turnerin.
Im September 2022 erreichte Kolosov gemeinsam mit Darja Varfolomeev und der deutschen RSG-Gruppe bei den Weltmeisterschaften in Sofia den zweiten Platz im Teamwettkampf.
Bei den Olympischen Spielen 2024 in Paris erreichte Kolosov im Mehrkampf den vierten Platz.

## Sonstiges
2020 trat Kolosov gemeinsam mit weiteren Sportlern im Musikvideo zum Lied Hoch des Sängers Tim Bendzko auf.